# Frihedsgrad
Frihedsgrad er et begreb, som blandt andet bruges inden for mekanik og statistik. En frihedsgrad kan siges at være muligheden for at vælge en egenskab ved et system frit. Antallet af frihedsgrader angiver således, hvor mange egenskaber ved et system, man frit kan vælge.

## Frihedsgrader inden for mekanik
Inden for mekanik angiver antallet af frihedsgrader hvor mange forskellige retninger en ting kan bevæge sig i uafhængigt af hinanden. En vejrhane har for eksempel én frihedsgrad: Retningen (eller vinklen) den peger i. Givet at der ikke er flere bevægelige dele på den, kan man bestemme positionen af alle dele af den, når man har bestemt vinklen.
For at beskrive placeringen i rummet af en frit bevægelig partikel behøver man tre koordinater, en for af de tre rumdimensioner, og partiklen siges da at have tre frihedsgrader. Denne type af frihedsgrader kaldes translationsfrihedsgrader. For at beskrive et system med n partikler behøves generelt 3n koordinater, og et sådant system har derfor 3n frihedsgrader.
Et legeme med udbredelse i rummet har derudover rotationsfrihedsgrader. Hvis legemet er stift og frit bevægeligt, behøves der seks variabler for at beskrive dets tilstand – tre for translationen og tre for rotationen. Hvis legemet på en eller anden måde er udsat for tvang, så det er forhindret i at bevæge sig frit, reduceres antallet af frihedsgrader og dermed det antal variabler, der er nødvendige for entydigt at angive dets placering i rummet. Hvis et legeme ikke er stift, men kan deformeres, tilkommer der desuden interne frihedsgrader for at beskrive placeringen af de enkelte partikler i legemet.
Et eksempel med seks frihedsgrader for et stift legeme: Antag, at en skrue skal drejes med en skruetrækker. Da må skruetrækkeren flyttes i x-, y- og z-retningen for at komme ind til skruen. Desuden skal skruetrækkeren ændre retning horisontalt og vertikalt for at komme på linje med skruen, og til sidst må skruetrækkeren vrides rundt for at komme ind i skruens kærv. Generelt har man brug for alle seks typer bevægelser, og ingen af dem kan erstattes af mere bevægelse fra de andre fem typer.
Et eksempel med tvang: En stige, som læner op ad en mur kan ikke flyttes vilkårligt, så længe den skal være i kontakt med både gulvet og muren. Den har to frihedsgrader: Den kan forskydes sidelæns langs muren (translation), og dens hældning kan ændres (rotation).

## Frihedsgrader inden for statistik
Inden for statistik bruges frihedsgrader, når man laver parametriserede modeller. Her er antallet af frihedsgrader lig antallet af observationer i et datasæt minus antallet af parametre, man estimerer. Ofte vil parameterestimaterne følge en fordeling, som afhænger af antallet af frihedsgrader. Når man har bestemt parametrene, kan estimatet testes som den relevante fordeling med antallet af frihedsgrader.
For at opnå et stabilt estimat af parametrene, må man have så mange frihedsgrader som muligt. Hvis man ikke har det, vil fejl i data have stor indflydelse på parameter estimatet. Hvis man for eksempel har estimeret en varians for en stokastisk variabel med en stikprøve på kun 2, vil en stor ændring i bare en af observationerne betyde en stor ændring af estimatet. Hvis man derimod har 100 observationer, vil estimatet ikke ændre sig meget, hvis en observation ændres.

### Matematisk forklaring
Begrebet frihedsgrader bruges ikke inden for matematik, men den statiske betydning af det, kan forklares ved at se på matematiske ligningssystemer.
Når et ligningssystem har flere variable end der er ligninger, kan det generelt kun løses, så en variabel bestemmes til at være en funktion af en eller flere af de andre. Dermed kan et antal af variablene vælges frit. Når man estimerer en parameter til en statistisk model svarer det til at indføre en ny ligning. Observationerne svarer til variable, og man dermed have mindst lige så mange observationer, som man estimerer parametre.